# Форт-Голл (Айдахо)
Форт-Голл (англ. Fort Hall) — переписна місцевість (CDP) в округах Беннок і Бінггем штату Айдахо США. Населення — 3195 осіб (2020).

## Географія
Форт-Голл розташований за координатами 43°0′52″ пн. ш. 112°27′28″ зх. д. / 43.01444° пн. ш. 112.45778° зх. д. (43.014547, -112.457870).  За даними Бюро перепису населення США в 2010 році переписна місцевість мала площу 90,90 км², з яких 90,79 км² — суходіл та 0,10 км² — водойми.

## Демографія
Згідно з переписом 2010 року, у переписній місцевості мешкала 3201 особа в 1014 домогосподарствах у складі 797 родин. Густота населення становила 35 осіб/км².  Було 1121 помешкання (12/км²).
Расовий склад населення:
| - 63,6 % — корінних американців - 29,0 % — білих - 0,4 % — азіатів - 0,1 % — чорних або афроамериканців - 1,9 % — осіб інших рас |

До двох чи більше рас належало 4,9 %. Частка іспаномовних становила 10,9 % від усіх жителів.
За віковим діапазоном населення розподілялося таким чином: 33,1 % — особи молодші 18 років, 56,3 % — особи у віці 18—64 років, 10,6 % — особи у віці 65 років та старші. Медіана віку мешканця становила 31,2 року. На 100 осіб жіночої статі у переписній місцевості припадало 96,1 чоловіків;  на 100 жінок у віці від 18 років та старших — 91,7 чоловіків також старших 18 років.
Середній дохід на одне домашнє господарство  становив 48 322 долари США (медіана — 37 639), а середній дохід на одну сім'ю — 53 284 долари (медіана — 43 606). Медіана доходів становила 34 348 доларів для чоловіків та 26 944 долари для жінок. За межею бідності перебувало 23,4 % осіб, у тому числі 30,6 % дітей у віці до 18 років та 13,1 % осіб у віці 65 років та старших.
Цивільне працевлаштоване населення становило 1085 осіб. Основні галузі зайнятості: мистецтво, розваги та відпочинок — 24,1 %, освіта, охорона здоров'я та соціальна допомога — 14,8 %, роздрібна торгівля — 10,5 %, публічна адміністрація — 10,5 %.